# Gheorghe Mureșan
Gheorghe Dumitru Mureșan (Tritenii de Jos, 14 februari 1971) is een Roemeens voormalig basketbalspeler die als center speelde. Hij speelde zes seizoenen in de NBA voor Washington Bullets (1993-1997) en New Jersey Nets (1998-2000). Mureșan deelt met zijn lengte van 2,31 meter samen met Manute Bol het record voor langste speler ooit in de NBA.
Mureșan won in 1995/96 de NBA Most Improved Player Award. Hij had in zowel 1995/96 als 1996/97 het hoogste percentage fieldgoals van de hele competitie. Voor hij naar de Verenigde Staten kwam, werd hij in Roemenië landskampioen met Universitatea Cluj-Napoca en won hij in Frankrijk de nationale beker met Pau-Orthez. Na zijn vertrek bij de New Jersey Nets keerde hij terug bij die club en werd hij daarmee ook Frans landskampioen.
Mureșan bereikte zijn lengte vanwege een aandoening genaamd acromegalie.

## In de media
Mureșan speelde in de filmkomedie My Giant uit 1998. Hij is ook te zien als buikspreker die Eminem gebruikt als pop in de videoclip bij het nummer My Name Is.
In 2023 speelde hij een kleine rol in de film Manodrome.